# Asteiidae
Famille
Asteiidae  est une famille de diptères.

## Genres
La famille Asteiidae compte 10 genres et 135 espèces.
Selon Catalogue of Life (2 juin 2013) :
- Anarista
- Asteia
- Astiosoma
- Bahamia
- Bryania
- Crepidohamma
- Leiomyza
- Loewimyia
- Phlebosotera
- Tucumyia